# Čupakabra
Čupakabra (mužský rod, ze španělského el chupacabras, výslovnost: / tʃupa'kabɾa /, složené ze slov chupar – „vysávat“, a cabra – „koza“, doslova „vysávač koz“) je pověstné zvíře údajně žijící v některých částech Severní a Jižní Ameriky.

## Čupakabra jako moderní mýtus
V moderním kontextu je slovo čupakabra spojováno se zprávami o spatření neznámého zvířete poprvé zaznamenanými v Portoriku a posléze v Mexiku a Spojených státech (zde zejména v latinskoamerické komunitě). První očitá svědectví byla nahlášena v Portoriku v roce 1995. Od té doby byl čupakabra údajně zpozorován dále na severu (až po Maine), dále na jihu (až po Chile), a dokonce i mimo americký kontinent (v Rusku a na Filipínách). Nejvíce svědectví o zahlédnutí čupakabry však pochází z Mexika a jihozápadu USA (Texas, Nové Mexiko). Biologové a přírodovědci jsou toho názoru, že čupakabra je pouhou moderní pověstí.

## Popis

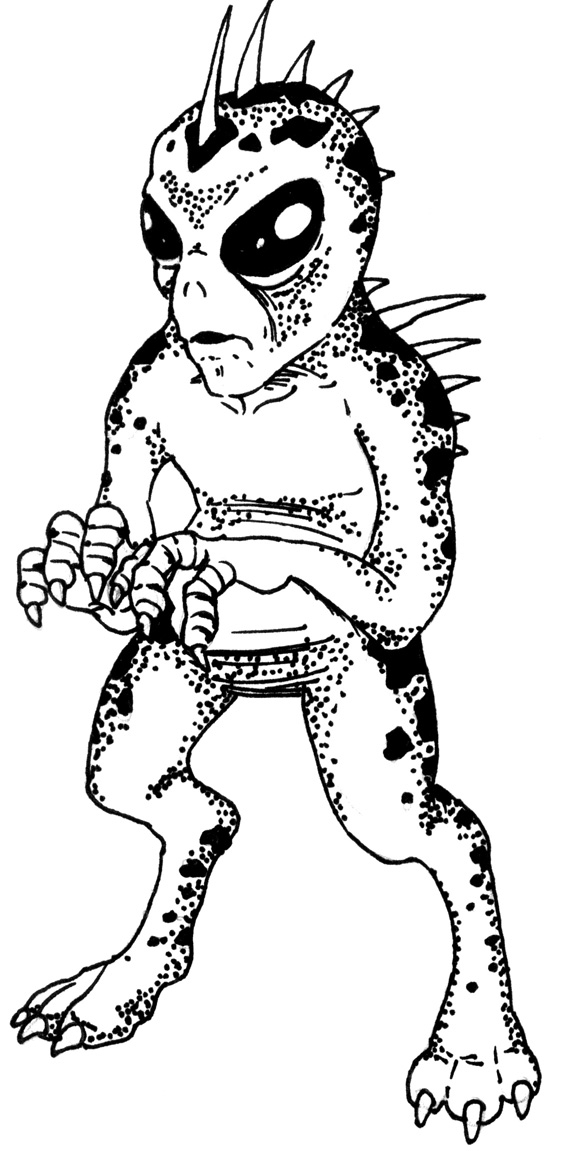
Jedna z vyobrazovaných podob čupakabry

Fyzický popis čupakabry není ve všech svědectvích stejný. Podle prvních svědků z Portorika to má být malý, štíhlý, chlupatý humanoid, s útlou malou čelistí a černýma očima, který se kromě masa a krve živí také melouny. Jiní viděli těžkopádné lysé zvíře velikosti malého medvěda s řadou ostnů sahajících od krku až po ocas, nebo naopak lehké zvíře pohybující se po zadních končetinách jako klokan. Podle některých zpráv může mít i křídla podobná netopýřím. Zbarvení má být šedé, pestré, nebo proměnlivé jako u chameleona. Popisy se shodují na několika charakteristikách: lysé kůži, pohybu po zadních končetinách, dlouhých tesácích a inteligentních, téměř lidských očích mandlového tvaru. V letech 2004–2011 byl několikrát vyfotografován, uloven nebo byla nalezena uhynulá zvířata pokládaná za čupakabru. Vždy se však jednalo o kojota nebo domácího pejska postiženého kožní nebo jinou chorobou (nejčastěji svrabem), takže zvířata byla lysá, případně i jinak zdeformovaná.

## Historie
Poprvé zaznamenané útoky se odehrály v květnu 1995 v Portoriku. Bylo nalezeno osm mrtvých ovcí, každá se třemi kousnutími v oblasti hrudníku a zcela bez krve. Téhož roku v srpnu uhynulo v portorickém městě Canóvanas údajně 150 hospodářských a domácích zvířat a jedna svědkyně, Madelyne Tolentino, nahlásila spatření čupakabry. Místní se původně domnívali, že zvířata v Portoriku zabíjel jakýsi satanistický kult. Podobný případ se odehrál v roce 1975 v městečku Moca, ovšem tam byla smrt zvířat přisouzena Upíru z Moca (el gracinha de Moca). Nahlášených zabití a záhadných úmrtí zvířat na ostrově přibývalo, přičemž z každého byla několika okrouhlými rankami vysáta krev. Termín el chupacabras prý zavedl portorický komik a podnikatel Silverio Pérez brzy po ohlášení prvních incidentů v tisku. Krátce po prvních zprávách o čupakabrovi v Portoriku byla zaznamenána úmrtí zvířat v dalších zemích, jako je Dominikánská republika, Argentina, Bolívie, Chile, Kolumbie, Honduras, Salvador, Nikaragua, Panama, Peru, Brazílie, USA a Mexiko.
Tvorové, více či méně odpovídající popisu čupakabry však byli pozorování již dříve. V oblasti západního Mexika to byl již v 18. století tvor jménem itzcuintlipotzotli, připomínající lysého psa s jakýmsi hrbem na hřbetě, údajně velmi agresivní a nebezpečný domácím psům. Dále bývá v souvislosti s čupakabrou uváděn i tzv. ďábel z Jersey, údajně pozorovaný již v 19. stol., a poté roku 1909, na rozdíl od čupakabry však měl mít koňskou hlavu, kopyta a netopýří křídla. Ještě podobnější čupakabře bylo Enfieldské monstrum, pozorované roku 1973 ve městečku Enfield ve státe Illinois, kde údajně napadlo malého chlapce. Mělo být lysé, s ostrými drápy a obrovskýma, rudě svítícíma očima, na rozdíl od čupakabry však mělo mít tři (!) zadní nohy.
Později se vyskytla údajná pozorování také v Evropě, zejména v Polsku, Bývalé Jugoslávii a Rusku, a dokonce i na Filipínách, kde se však odedávna vyprávějí příběhy o podobném strašidle či démonovi jménem Sigbin, které připomíná kombinaci ještěrky a netopýra a může lidem vysávat krev z jejich stínu.

### Čupakabra v České republice
V dubnu 2015 v brněnské městské části Kohoutovice procházející se žena spatřila a vyfotografovala neznámé zvíře. V diskuzích a médiích bylo následně označeno za čupakabru. Podle vyjádření zoologů šlo pravděpodobně o vyhublého bezsrstného psa.